# Turó del Grèvol
El Turó del Grèvol és una muntanya de 1.074 metres que es troba al municipi d'Espinelves a la comarca d'Osona.